# Ubierstraße 88 (Bonn)

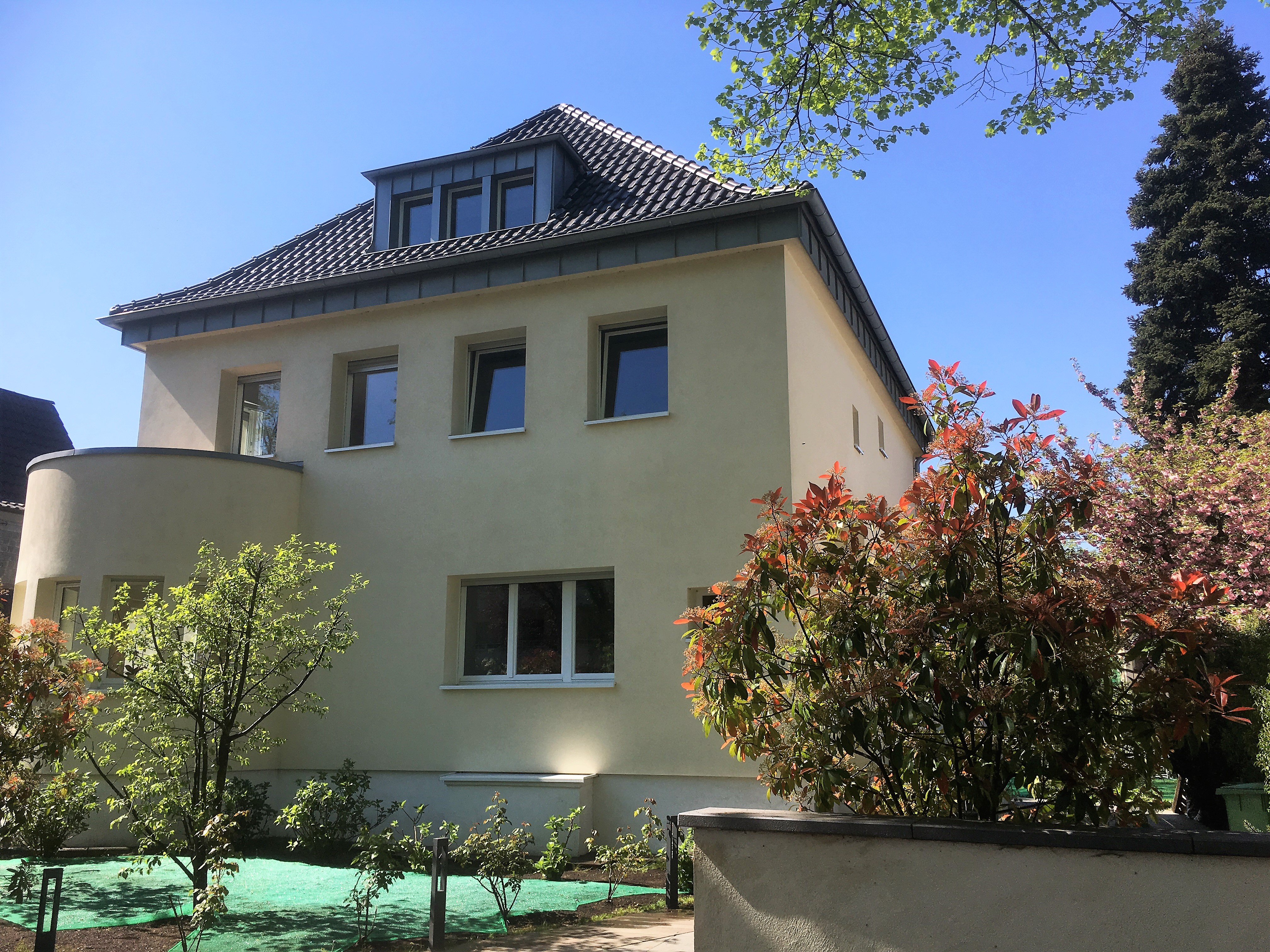
Vorderseite des Wohnhaus Ubierstraße 88 (2019)

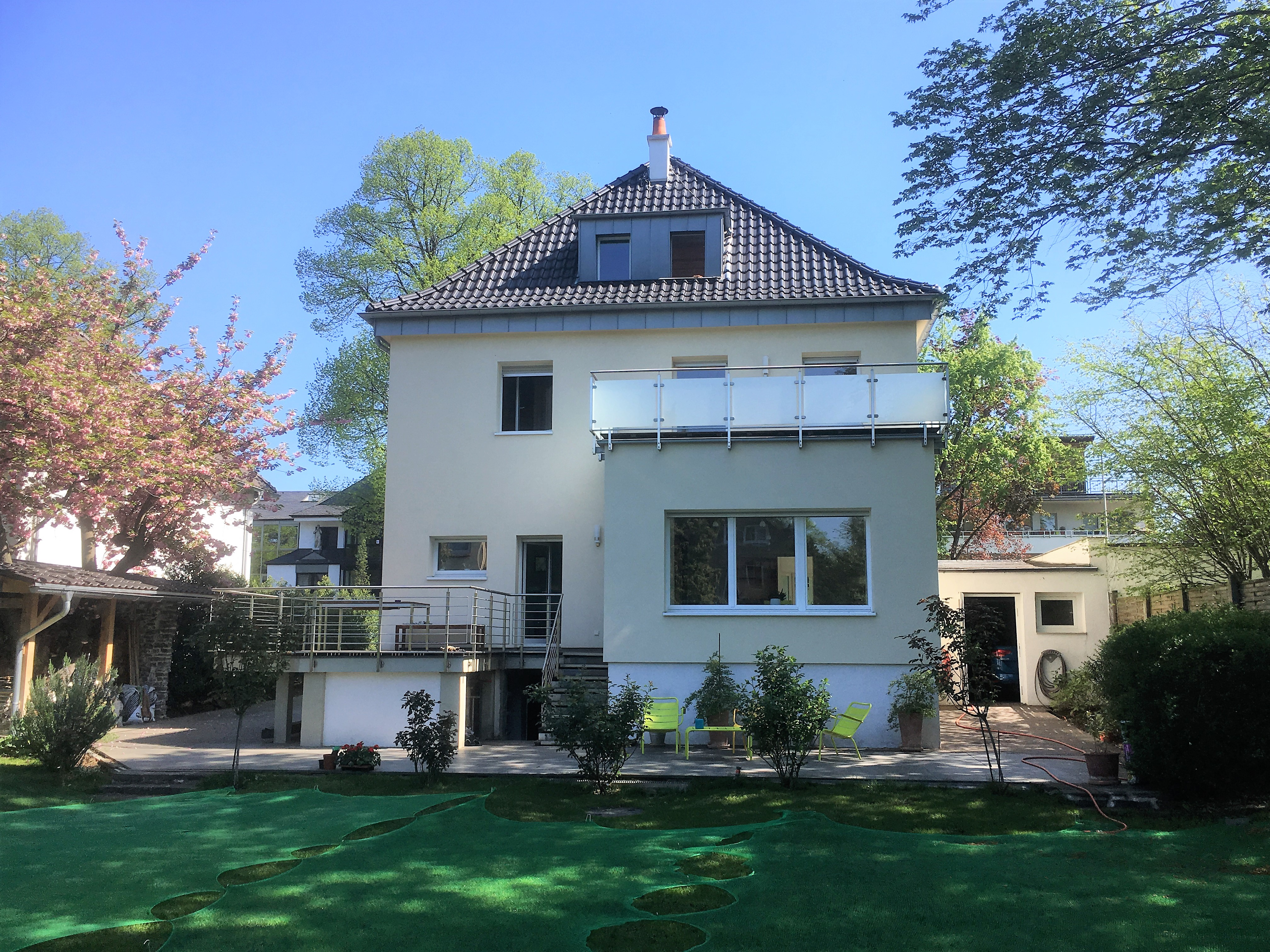
Hinterseite des Wohnhaus Ubierstraße 88 (2019)

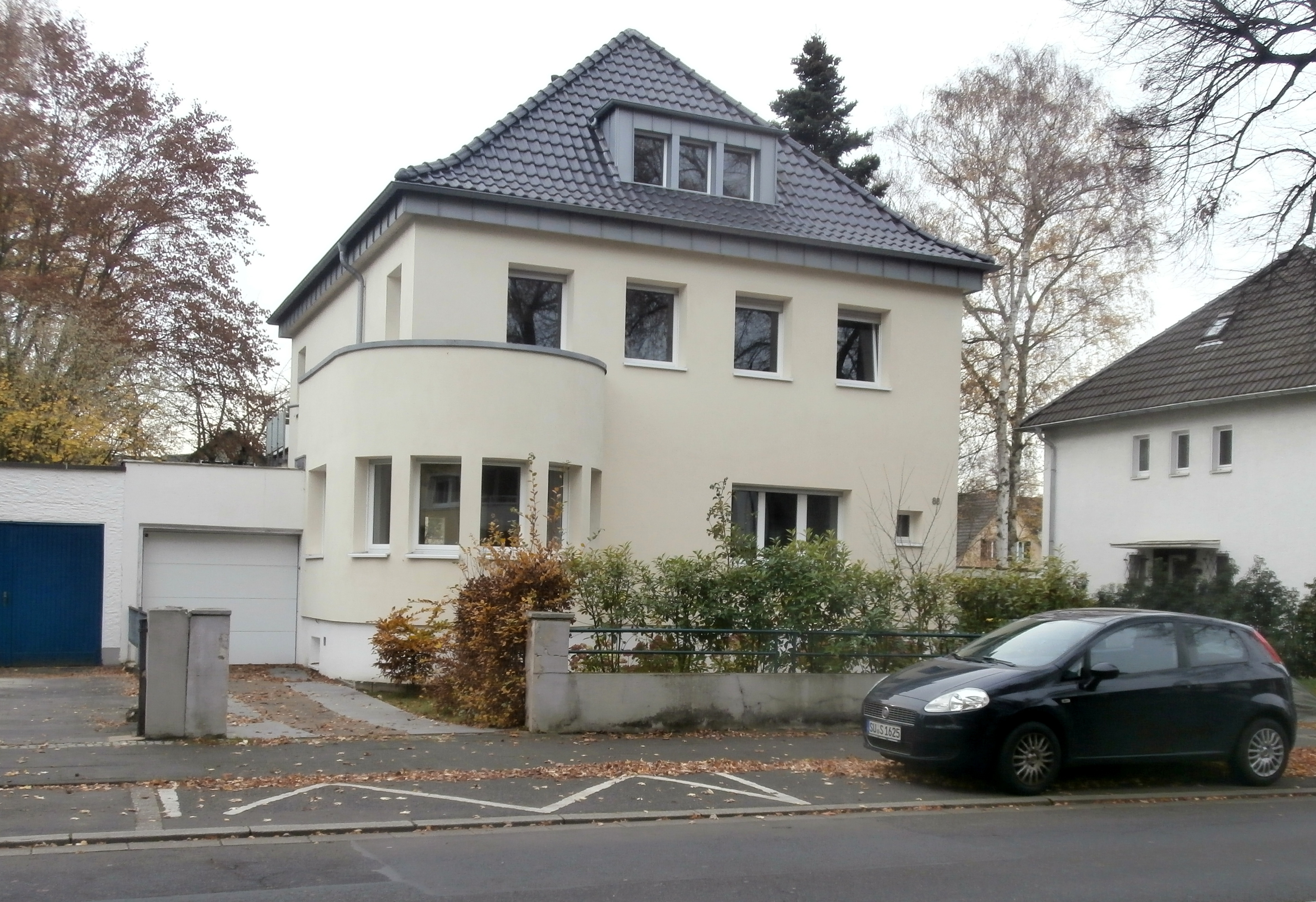
Wohnhaus Ubierstraße 88 (2015)

Das Gebäude Ubierstraße 88 ist ein Wohnhaus im Bonner Stadtbezirk Bad Godesberg, das 1934 errichtet wurde. Es liegt am Rande des Ortsteils Godesberg-Villenviertel. 

## Geschichte

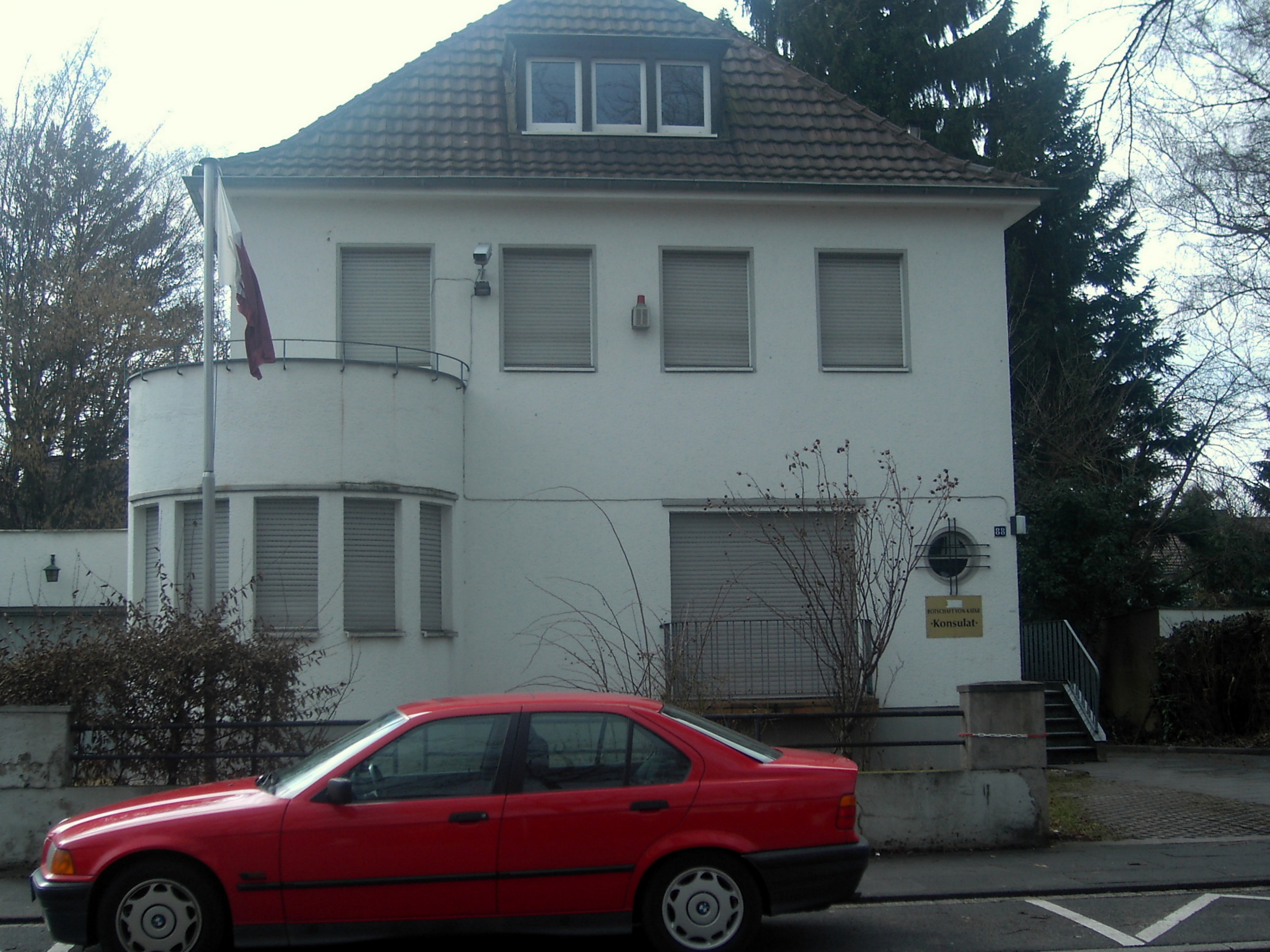
Das Haus als Sitz der Außenstelle der Botschaft von Katar (2006)

Am 25. September 1969 eröffnete Sierra Leone (ab 1971 Republik Sierra Leone) erstmals eine Botschaft in der Bundesrepublik Deutschland am Regierungssitz Bonn. Die Kanzlei der Botschaft hatte von Beginn an bis 1977 ihren Sitz in dem Gebäude Ubierstraße 88. Anschließend war es gemeinsames Dienstgebäude der Studiengesellschaft für Zeitprobleme (1961–1990) und der Deutschen Gesellschaft für Sozialbeziehungen (DGfSB; 1963–1991), zweier Tarnorganisationen der Psychologischen Kampfführung/Psychologischen Verteidigung (PSK/PSV) der Bundeswehr. Von hier aus wurden nach Angaben des Journalisten Udo Ulfkotte auch Studenten für den Bundesnachrichtendienst angeworben, wofür der erste Stock des Gebäudes genutzt worden sein soll. Nach Auflösung beider Organisationen bezog Anfang der 1990er-Jahre das Konsulat bzw. die Konsularabteilung der Botschaft des Staates Katar das Haus. Nach dem Umzug der Hauptstelle der Botschaft in Folge der Verlegung des Regierungssitzes nach Berlin (1999) im Jahre 2005 war dort die in Bonn belassene Außenstelle der Botschaft mit einer medizinischen Abteilung beheimatet. 2009 kündigte der Staat den Mietvertrag für die Immobilie, anschließend wurde sie zum Einfamilienhaus umgebaut.